# Stacken

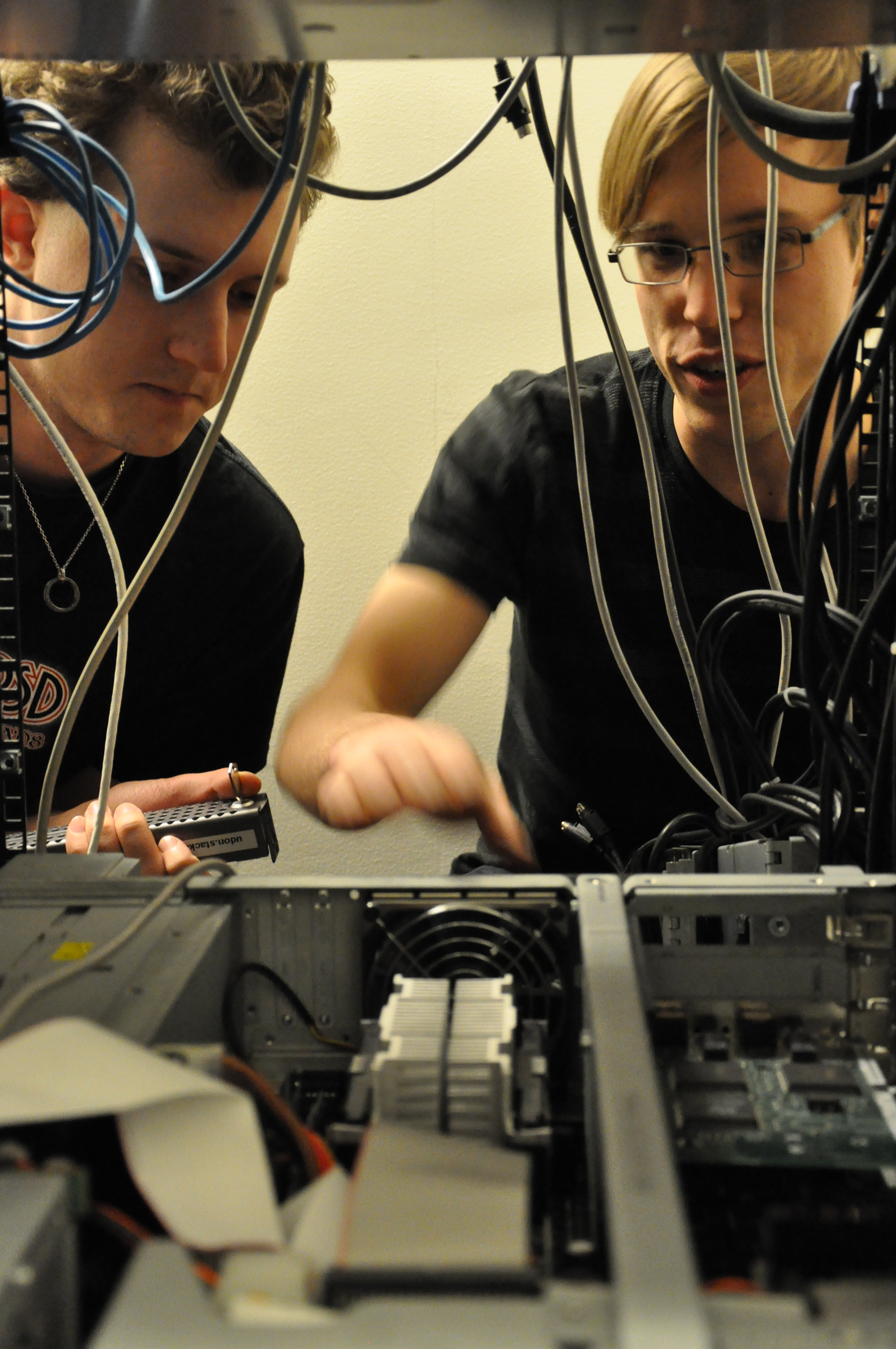
Praktisk hantering av datorer hos Stacken.

Stacken är en datorförening för studenter och anställda vid Kungliga Tekniska högskolan i Stockholm sedan 1978.
Föreningen är uppkallad efter datastrukturen stack. Föreningens syfte är att främja intresset för och vidga kunskaper inom datorområdet.  Stacken är en kårförening inom Tekniska Högskolans Studentkår.  Stacken ingår i det lösa samarbetet Nordic University Computer Clubs Conference (NUCCC). Senast NUCCC arrangerades av Stacken var 1999. Stacken har sin lokal i Q-huset på KTH.

## Projekt
Stacken tillägnar sig åt ett antal KTH-projekt.
- AFS är ett globalt filsystem med klienter för nästan alla operativsystem. Arla är en fri implementation av en AFS-klient för de flesta av de plattformarna.
- Kerberos är ett autentiseringssystem som hela världen använder (även om inte alla vet det). Heimdal är en implementation av Kerberos 5 som till stora delar skrivs av Stacken.
- Lekstugan.net En lekstuga skulle man kunna definiera som ett litet hus (gärna rött) där man får vara sig själv för en liten stund. I praktiken är det spelservrar och forum.
- Monotone är ett fritt distribuerat versionshanteringssystem. Det tillhadahåller ett lager av versionstransaktioner i en enda fil, med en komplett samling nätoberoende operationer samt ett effektivt nätverksprotokoll.